# The Mighty Don't Kneel
The Mighty Don't Kneel（ザ・マイティ・ドント・ニール）は、プロレスラーのタッグチーム、ユニットである。略称はTMDK（ティー・エム・ディー・ケー）。
発起人のマイキー・ニコルス（ニック・ミラー）とシェイン・ヘイスト（シェイン・ソーン）のタッグチームは、WWEにおいてザ・マイティ（The Mighty）やTM-61の名称でも活動。

## 概要
ともにオーストラリアのプロレス団体であるEPWパースで活動していたオーストラリア出身レスラーのマイキー・ニコルスとシェイン・ヘイストの2人で発足した。
EPWパースで活動する他、オーストラリアではMCWでも活動、日本ではプロレスリング・ノア、新日本プロレスを主戦場としている。
チーム名称は「強き者はくじけない」「くじけない強さ」「くじけない強者」などという意味である。
ニコルスとヘイストの2人は、2016年3月25日、アメリカのメジャー団体であるWWEと契約を交わし入団。
2023年1月4日、新日本プロレス東京ドーム大会で、前年末にに解散した鈴木軍に所属していたザック・セイバーJr.が加入。翌5日、新日本プロレス大田区総合体育館大会でヤングライオンの藤田晃生を勧誘、藤田もそれに応えTMDKのTシャツを着用した。

## オーストラリアでの略歴
EPWでは、TMDKにマーシアス・ピット（Marcius Pitt）を加えたユニット「チームWA」も結成した。
その後、ジョナ・ロック（Jhonah Rock）やエリオット・セクストン（Elliot Sexton）が新メンバーとして加入。
2013年5月12日、前日のオーストラリア・MCW興行でスレックス（Slex）が6番目のTMDKメンバーとして加入したことがFacebook公式TMDKページで発表された。

## 日本での略歴

### プロレスリング・ノア
2010年秋、WLWとプロレスリング・ノア共催のレスリング・キャンプのトライアウトにヘイストとニコルスともに合格。翌2011年2月21日に留学生としてノアへ来日し、合宿所に入寮。同年2月23日のSEM興行で、ヘイストとニコルスのパートナー対決で日本デビューを飾った。ツアーに帯同し、試合を行いながらセコンド・雑用もこなし、ノアのプロレスを学習した。ノアでもTMDKとして活動している。
ノア留学終了後も引き続きヘイストとニコルスとともにノアへ参戦を続け、セコンド・雑用を行いながら堅実に試合をこなしていき、常連外国人レスラーとなった。ノアでは当初はジュニアヘビー級タッグ戦線で活動していた。
他にもアメリカのROH、OVW、TNAなどにも二人揃って参戦経験がある。
2011年12月15日の後楽園ホール大会では、GHCジュニアヘビー級タッグ王者の鈴木鼓太郎&青木篤志に挑戦。敗北したが、圧倒的なコンビネーションや合体技が観客の好評を博し、王者組からその成長と、もう立派なノアの一員であると評価された。
その後体重の増加に伴い、ノアではヘビー級戦線へと転向。
2012年、ノアに入団した大型新人のエリック兄弟の日本デビュー戦の相手を務め、勝利。ノアで定着する若手外国人タッグチーム同士として先輩格にあたるため、今後両チームの熾烈な出世競争が予想される。
同年には、両者ともシングル戦線でも評価を上げ、11月に開催されたグローバル・リーグ戦2012では優勝戦線にこそ残らなかったが、ニコルスは同大会優勝者のKENTAと引き分け、さらに優勝候補で当時のGHCタッグ王者の潮崎豪に勝利した。ヘイストは初戦で優勝候補の丸藤正道を破り、実力者で当時GHCタッグ王者の齋藤彰俊からも勝利を奪った。両者がそれぞれシングルでタッグ王者に勝利したことを受け、ニコルスとヘイストのタッグがノンタイトルではあるがGHCタッグ王者チーム齋藤&潮崎と対戦する事となり、12月16日の大阪松下IMPホール大会で対戦し、13分4秒、齋藤をニコルスがマイキー・ボムで下し勝利。一気にタッグ戦線のトップグループに踊り出た。
2013年2月にはジョナ・ロックがノアへ留学生として初来日し、3月には日本で初めてTMDKが3人揃い踏みとなり、勝利をあげた。
同年4月、ヘイスト&ニコルスのタッグがグローバル・タッグ・リーグ戦へ初出場する。
5月12日、後楽園ホールで開催されたノアの興行「方舟新章」で、ヘイストとニコルスがノアへ入団し、同団体の正式所属となった事が報告された。同興行のセミファイナルで、GHCタッグ王者の新日本プロレス・飯塚高史&矢野通組にヘイスト&ニコルスが挑戦。王者チームの入場時に奇襲を仕掛け攻勢なるも反則ファイトに翻弄され敗れた。
7月7日、有明コロシアムで行われた「GREAT VOYAGE 2013 in Tokyo 七夕決戦 ~みんなの願い~」で飯塚&矢野と再戦し、勝利。GHCタッグ王座を奪取した。
また、「日テレG+杯争奪ジュニアヘビー級タッグ・リーグ戦」に新メンバーのスレックスが参戦した。
2013年プロレス大賞 最優秀タッグ賞をニコルス&ヘイストが受賞。この賞を外国人コンビが受賞するのは1998年のスタン・ハンセン&ベイダー以来2組目。
2014年1月25日大阪大会で森嶋猛&マイバッハ谷口組に敗れGHCタッグ王座から陥落。超危暴軍のラフファイトに怒りを露わにしその後抗争を展開する。
2015年1月4日に東京ドームで行われた新日本プロレスのWRESTLE KINGDOM 9 in 東京ドームにニコルス&ヘイストが丸藤・矢野通と組んで鈴木軍の飯塚高史&シェルトン・X・ベンジャミン&ランス・アーチャー&デイビーボーイ・スミス・ジュニア組と対戦。ニコルスとヘイストは新日本プロレス初参戦を果たした。
1月10日の後楽園ホール大会で杉浦貴・田中将斗組が保持するGHCタッグ王座にニコルス&ヘイスト組が挑戦しこれに勝利し、2度目となる同王座戴冠を果たす。しかし、2月11日に名古屋国際会議場で行われたランス・アーチャー&デイビーボーイ・スミス・ジュニア組に敗れて初防衛に失敗し、王座から陥落する。3月15日の有明コロシアム大会でリベンジマッチが組まれるも敗北を喫した。
その後、WWEとの契約が明らかになった後に行われた2016年3月10日の後楽園ホール大会のセミファイナルで「TMDK DEPARTURE TO THE WORLD」と称された壮行試合が組まれ、ニコルス&ヘイスト組が丸藤&北宮光洋と対戦。サンダーバレーで勝利を収めた。

### 新日本プロレス
2019年、ニコルスがWWEを退団して新日本プロレスに参戦しCHAOSに加入したため、TMDKの活動は一旦中断した。
2022年5月29日配信のNJPW STRONGにて再始動。のちにバッド・デュード・ティトが加入した。
同年、G1 CLIMAX 32にジョナがエントリー。前年度覇者のオカダ・カズチカを下すなど、優勝は逃したものの4勝2敗の成績を残した。
同年のWORLD TAG LEAGUEにはマイキー&シェインがエントリー。6勝3敗の成績を残すも優勝は逃した。
2023年1月4日、東京ドーム大会にてNJPW WORLD認定TV王座を獲得したザック・セイバーJr.が加入。その翌日にはヤングライオンの藤田晃生も加入した。
3月21日、新日本プロレス長岡大会にて、IWGPジュニアヘビー級選手権後のVTRとザックによる紹介により、ロビー・イーグルスが加入したことが発表された。

## WWEでの略歴
2016年3月25日、TMDKの創始者であるマイキー・ニコルスとシェイン・ヘイストの2人は、アメリカのメジャー団体WWEと契約。リングネームをマイキー・ニコルスがニック・ミラー（Nick Miller）、シェイン・ヘイストがシェイン・ソーン（Shane Thorne）とし、タッグチーム名を新たにTM-61として活動する。
2018年6月20日、タッグネームをザ・マイティ（The Mighty）に変更。
その後、2018年にニック・ミラー（マイキー・ニコルス）がWWEを退団したため、チームとしての活動を休止。
2019年にジョナ・ロック、2020年にエリオット・セクストンがWWEに入団。セクストンはソーンと共に、MVPとラシュリーのチームに加わる。

## メンバー
- マイキー・ニコルス（ニック・ミラー） - オリジナル・メンバー。プロレスリング・ノアでも活動。2013年5月よりノア所属。2016年3月〜2018年までWWE所属。2019年より新日本プロレス所属。
- シェイン・ヘイスト（シェイン・ソーン） - オリジナル・メンバー。プロレスリング・ノアでも活動。2013年5月よりノア所属に。2016年3月よりWWE所属。2022年3月より新日本プロレス所属。
- バッド・デュード・ティト - 2022年5月15日加入。
- ザック・セイバーJr. - 2023年1月4日、自身のNJPW WORLD認定TV王座決定戦後に加入[18][15]。
- 藤田晃生 - 2023年1月5日加入。
- ロビー・イーグルス - 2023年3月21日加入。
- ハートリー・ジャクソン - 2024年8月15日加入。マイキーとヘイストのトレーナーを務めている。
- 大岩陵平 - 2024年9月29日加入。

## 元メンバー
- ジョナ・ロック - プロレスリング・ノアでも活動。2014年は定期的に参戦した。2019年にはWWEに参戦。2022年に新日本プロレス参戦、10月10日には離脱・12月19日にWWE復帰。
- マーシアス・ピット - ニコルスとヘイストにピットを加えたメンバーで「チームWA」と称することもあった。
- エリオット・セクストン - 2020年よりWWEでも活動。同年にソーン（ヘイスト）と共に、チームを復活させた。
- スレックス - 2013年5月11日加入。MCW所属。同年7月にノアへ参戦。2020年にはノアへ久々に参戦。

## 準メンバー
- ブルーザー・バリー - プロレスリング・ノアでも活動。

## タイトル歴
NWA
- NWAオーストラリア・ヘビー級王座
  - マイキー・ニコルス

EPW
- EPWヘビー級王座
  - マイキー・ニコルス
  - シェイン・ヘイスト
- EPWタッグ王座
  - マイキー・ニコルス&シェイン・ヘイスト

新日本プロレス
- IWGP世界ヘビー級王座
  - ザック・セイバーJr.（第11代、第13代）
- NJPW WORLD認定TV王座
  - ザック・セイバーJr.（初代、第4代）
- IWGPジュニアタッグ王座
  - ロビー・イーグルス&藤田晃生（第77代）
- IWGPタッグ王座
  - マイキー・ニコルス&シェイン・ヘイスト（第104代）
- STRONG無差別級タッグ王座
  - マイキー・ニコルス&シェイン・ヘイスト（第7代、第9代）
- G1 CLIMAX優勝
  - ザック・セイバーJr.（2024年）
- BEST OF THE SUPER Jr.優勝
  - 藤田晃生（2025年）
- SUPER Jr. TAG LEAGUE優勝
  - ロビー・イーグルス&藤田晃生（2024年）

プロレスリング・ノア
- GHCタッグ王座
  - マイキー・ニコルス&シェイン・ヘイスト（第29代、第32代）

プロレス大賞
- 最優秀タッグチーム賞
  - マイキー・ニコルス&シェイン・ヘイスト（2013年）
- 最優秀選手賞 MVP
  - ザック・セイバーJr.（2024年）

## 連携技
ニコルス&ヘイストの技
サンダー・バレー
グローバル・タッグ・リーグ戦2013年大会の4月21日大阪府立体育会館における佐々木健介&中嶋勝彦との公式戦で初披露。ヘイストのマイキー・ボム（ブルー・サンダー）とシェインのボム・バレー・デスの合体技。名称もブルー・サンダーとボム・バレー・デスの合成。
タンク・バスター
エメラルド・フロウジョンとダイビング式DDTの合体技。ニコルスが相手をエメラルド・フロウジョンの体勢で肩に担ぎ、ヘイストがトップロープまたはセカンドロープからそれにめがけてダイビング。ニコルスが担ぐ相手の頭部をヘイストが空中でDDTに体勢で抱え込みそのままDDTのようにマットへ倒れ込んで、それに合わせてニコルスがエメラルド・フロウジョンのようにマットへ倒れ込む。
ダブルタップ
ニコルスのリバース・ゴリー・スペシャル+ヘイストのDDT。
- カウンターでのWバック・エルボー・バット
- フィスト・ドロップ+その場跳び式ムーンサルト・プレス - 上記から繋げて仕掛けることが多い。
- サマーソルト・ドロップ+ニー・ドロップ
- リフトアップ・スラムからのWトラース・キック
- バックドロップ式ムーンサルト・プレス